# ریموند پاسلو
ریموند پاسلو (انگلیسی: Raymond Passello; ۱۲ ژانویهٔ ۱۹۰۵ – ۱۶ مارس ۱۹۸۷) بازیکن فوتبال اهل سوئیس بود.
از باشگاه‌هایی که در آن بازی کرده‌است می‌توان به باشگاه فوتبال سروت ۱۸۹۰ اشاره کرد.
وی همچنین در تیم ملی فوتبال سوئیس بازی کرده‌است.